# Řád praporu Maďarské lidové republiky
Řád praporu Maďarské lidové republiky (maďarsky: Magyar Népköztársaság Zászlórendje) bylo státní vyznamenání Maďarské lidové republiky založené roku 1956. Udílen byl za civilní zásluhy.

## Historie
Řád byl založen prezidentskou radou Maďarské lidové republiky v roce 1956 zákonem č. 17 a původně byl udílen v pěti třídách za civilní zásluhy v boji za mír nebo budování země. V roce 1963 byly dvě nejnižší třídy zrušeny zákonem č. 35. V roce 1989 byl řád reformován a jeho název byl změněn na Řád praporu Maďarské republiky. V roce 1991 přestal být udílen.

## Insignie
Řádový odznak měl tvar zlaté šestnácticípé hvězdy s osmi dlouhými a osmi krátkými cípy. Uprostřed byla červeno-bílo-zeleně smaltovaná státní vlajka Maďarska obklopená vavřínovým věncem. Jednotlivé třídy se lišily v provedení vavřínového věnce. U I. třídy byl věnec zlatý se vsazenými diamanty, u II. třídy byl zlatý se vsazenými rubíny, u III. třídy byl zlatý bez drahokamů a u IV. třídy byl zeleně smaltovaný. Odznak V. třídy se svým vzhledem shodoval s odznakem IV. třídy, byl však menší a zavěšený na stuze. Zadní strana byla u všech tříd hladká se sériovým číslem.
Řád se nosil napravo na hrudi.

## Třídy
- I. třída
- II. třída
- III. třída
- IV. třída – Třída byla roku 1963 zrušena
- V. třída – Řádový odznak se nosil zavěšený na stuze. Třída byla roku 1963 zrušena.